# Asedio de Bayona (1374)
El asedio de Bayona fue una acción militar sobre Bayona que tuvo lugar en la segunda quincena junio de 1374, durante la Guerra de los Cien Años. Aunque inicialmente estuvo dirigido por el rey Enrique II de Castilla, que esperaba la llegada de Luis I de Anjou, duque de Anjou, tenía como objetivo la recuperación de la ciudad, en mano de los ingleses y que servía de puerto de enlace también para los navarros entre sus dominios pirenaicos y normandos. Al no acudir el aliado francés, el rey castellano decidió levantar el asedio y retirarse.

## Contexto
En junio de 1373, Juan de Gante, hijo del rey Eduardo III de Inglaterra, desembarcó en Francia para desestabilizar el gobierno de rey Carlos V. Dirigió una desoladora campaña a través de Francia desde agosto de 1373. Aunque esta siguió bajo control: Felipe II de Borgoña mantuvo los puentes y castillos en su ala derecha, Bertrand du Guesclin lo persiguió e impidió cualquier retirada hacia Calais. Atravesó Picardía y Vermandois pero, al no poder ir hacia el oeste, se dirigió hacia Reims, después a Troyes donde encontró las puertas cerradas. Juan de Gante no pudo llegar a Bretaña, por lo que intentó llegar a Guyena cruzando la región de Limosín. La parte final de la expedición fue andando y perdió la mitad de sus tropas. La cabalgada se salvó de un completo desastre gracias a las ciudades del Limusín, que abrieron sus puertas sin luchar. Sin embargo, la lamentable llegada del resto de las tropas de Juan de Gante a Burdeos en diciembre de 1373 acabó con la moral de los leales al rey de Inglaterra: los franceses avanzan claramente, recuperan el Limusín, pero, sobre todo, entran en La Réole cerrando el paso a Burdeos.
Sin esperanza, Juan de Gante regresó a Inglaterra en abril de 1374. Eduardo III sólo conservó en Francia las ciudades de Calais, Cherburgo, Brest, Burdeos y Bayona. Carlos V de Francia decidió retomar estas ciudades una por una, lo que evitaría nuevos desembarcos ingleses en el continente. Luis I de Anjou, hermano de Carlos V, decidió en junio de 1374 expulsar a los ingleses de Guyena. Establecido en Toulouse, Luis pidió al rey Enrique II de Castilla que marchara con él contra Bayona.
Enrique II, se había apoderado del trono de Castilla en 1369 gracias al apoyo francés, y en 1373, gracias al arbitraje del cardenal Guido de Bolonia, había logrado un acuerdo con Carlos II de Navarra, sellado mediante el matrimonio ambos hijos respectivos de los monarcas: el infante Carlos con Leonor. El castellano se sentía en deuda con los franceses y decidió honrar la petición de su aliado. Además este puerto suponía una amenaza constante para la actividad marítima en el Cantábrico de la flota castellana.

## El asedio de Bayona
Enrique II cruzó inmediatamente tanto por el Bidasoa como por Roncesvalles y San Juan de Pie de Puerto con un ejército formado por 5.000 lanzas, 1.200 jinetes y 5000 peones. A este contingente se sumaron ocho galeras que habían partido desde Sevilla con otro objetivo inicial pero que se sumaron al asedio cuando tuvieron noticia del mismo. Tomó San Juan de Luz muy rápidamente. Luego sitió Bayona, que también rodeó con su flota. Bayona era entonces una ciudad estratégica que servía de conexión entre sus dominios tanto al reino de Inglaterra como al de Navarra. Carlos V quería que esta ciudad fuera controlada por su aliado castellano, para neutralizar tanto a los navarros como a los ingleses que usaban este puerto para enviar o recibir tropas usadas en sus dispersos dominios europeos.
Sin embargo, cuando Enrique II sitió Bayona, Luis de Anjou no apareció. Este último, de hecho, permaneció en Toulouse ante el temor de que los ingleses aprovecharan la situación para lanzar una ofensiva sorpresa. Enrique se enfrentó solo a los ingleses en Bayona. La ciudad fue fuertemente defendida por su comandante William Elmham. Pero la falta de apoyo de los franceses determinó a Enrique II a levantar el asedio. Entonces perdió 12.000 hombres.

## Consecuencias
Habiendo regresado apresuradamente a Burgos, donde dejó el mando de parte de su ejército a su hijo Juan, Enrique II de Castilla marchó hacia Sevilla, donde estaba estacionada su flota. Decidido a convencer a Carlos V de su buena fe, Enrique reunió 15 de sus mejores galeras. Los puso bajo la dirección de Fernando Sánchez de Tovar. Este último dirigió una serie de incursiones a lo largo de la costa inglesa con el almirante francés Jean de Vienne hasta 1380.
Aunque el asedio de Bayona fracasó para los intereses de Carlos V, las incursiones castellanas contra Inglaterra le trajeron un respiro. Entre 1369 y 1375, los franceses lograron recuperar casi todos los territorios cedidos a Eduardo III en el Tratado de Brétigny en 1360. La lucha se limitó entonces a unos pocos enfrentamientos navales, pero la segunda fase de la Guerra de los Cien Años terminó en 1375 con una rotunda victoria francesa. Los esfuerzos de los castellanos contribuyeron sin duda al éxito de Carlos V.